# Цулукідзе Григол Антонович
Цулукідзе Григол Антонович (29.04.1889, Кутаїсі — 22.12.1950, Тбілісі, Грузія) — один із засновників гірничої науки в Грузії, науковий організатор гірничовидобувної промисловості.
Академік Академії Наук Грузинської PCP (1944), доктор технічних наук (1939), професор (1930), заслужений діяч науки Грузинської PCP (1941). Закінчив Леобенське (Австрія) вище гірниче училище (1911) і Катеринославський (нині Дніпропетровський, Україна) гірничий інститут (1914). Працював на Північно-Кавказьких нафтових підприємствах (1914-18) і вугільних шахтах в Ткібулі (1918-22). Голова Гірничого комітету Верховної Ради народного господарства Грузії (1923-28).
У 1928-50 завідувач кафедрою розробки родовищ корисних копалин Грузинського політехнічного інституту.